# 宇和島徳洲会病院
医療法人徳洲会 宇和島徳洲会病院（いりょうほうじんとくしゅうかい うわじまとくしゅうかいびょういん）は、愛媛県宇和島市にある民間病院である。医療法人沖縄徳洲会によって2004年（平成16年）4月に開設された徳洲会グループの300床の病院であり、宇和島市では市立宇和島病院（435床）に次ぐ病床数となっている。現在は医療法人徳洲会に合併となった。

## 病院の特徴等
- 診療科目：内科・消化器内科・循環器内科・物忘れ外来・外科・泌尿器科・婦人科・整形外科
- 泌尿器科：腎臓移植手術
- 産婦人科：LDRシステム（陣痛分娩室：Labor（陣痛） Delivery（分娩） Recovery（回復））
- 透析センター
- 内視鏡センター
- RIシステム
- テスラMRI
- マルチスライスCT
- 居宅介護保険事業所
- 通所リハビリテーション（デイケア）

## 施設概要
- 地下1階・地上8階
- 敷地面積 - 10,660.04m2
- 延床面積 - 21,164.69m2
- 総病床数300床（医療療養型病床54床）

8階建てで、付近には宇和島海上保安部（第六管区海上保安本部）、水産加工会社倉庫宇和島運輸フェリーの宇和島乗船場所付近（乗船場所は休・廃航中）。裏は崖、隣は海（宇和島湾）、前は冷凍倉庫。港の側に病院が建っている。

## 交通
宇和島市内において、病院の無料送迎バスを運行している。宇和島市の市街地より離れているところにあり宇和島自動車のバスも他の病院に比べると便数もなく、病院の前までは走っていない。患者や家族はタクシーまたは病院の送迎バスを利用している。

## 腎臓移植関連
泌尿器科は、2006年（平成18年）10月に発覚した、患者間の腎臓の臓器売買事件の舞台になった（宇和島臓器売買事件）。臓器売買事件とは、臓器移植法違反で逮捕された被告である男が、同じく被告である内縁の妻と共に腎臓を提供する女性に対し借金を取り消すことや金品を提供することを誓わせ、「妻の妹」と偽装して腎臓を提供させた容疑により両名が逮捕された事件である。両名が逮捕された際に宇和島徳洲会病院が家宅捜索された。
同年に、ドナー（腎臓提供者）は、書類送検、罰金刑と受け取った謝礼・車の没収。同年12月26日にレシピエント（腎臓をもらった側）2名に、懲役1年、執行猶予3年の判決がでた。
その際に、病気腎の移植が公になる。「捨てる腎臓の再利用」「第三の移植」との発言で医療関係者・腎臓に病気を持つ患者に衝撃が走った。主に生体間腎移植をメインに手術が行われている様で、死体（脳死）からの移植は行われていない様である（死体からの移植の指定も受けていない様である）。4名いる「瀬戸内グループ」の医師万波誠が在籍。本人は「瀬戸内グループとは、誰が言ったんじゃ」と週刊誌でグループ名を否定している。瀬戸内グループは病気腎の移植を市立宇和島病院と呉共済病院でも行っており、病気腎の移植は34名に行われたことが判明している。
2009年（平成21年）12月30日、協力病院である広島県の呉共済病院とともに病気腎移植を臨床研究として再開した。
2011年（平成23年）6月28日、生体腎移植臓器売買仲介事件において、臓器売買によるドナーからの移植であることを執刀医が容疑者から知らされていたなどとして、臓器売買仲介事件の関係先として家宅捜索を受けた。また、容疑者が半年間に2度も養子縁組していたことについて、同病院の倫理委員会は十分な説明を受けていないにもかかわらず移植を承認していたことが分かっている。